# NGC 3835
NGC 3835 este o galaxie seyfert de tip 2⁠(d) situată în constelația Ursa Mare. A fost descoperită în 14 aprilie 1831 de către John Herschel. Se află la o distanță de 47,42 de megaparseci de Pământ.